# Ringway
Ringway is een civil parish in het bestuurlijke gebied Manchester, in het Engelse graafschap Greater Manchester met 103 inwoners.